# Cheekha Dar
Cheekha Dar is een berg in Choman, Irak, welke ligt op de grens met Iran. De naam betekent zwarte tent in de lokale taal van de Koerden.
De Cheekha Dar is onderdeel van het Zagrosgebergte, en is tevens het hoogste punt van Irak.